# 點心大冒險
點心大冒險是由Level-5創建和開發的跨媒體製作，包含電子遊戲、漫畫、動畫和玩具。點心大冒險最初是2017年8月在任天堂3DS發佈的角色扮演遊戲，目前並包含在快樂快樂月刊和週刊少年Sunday-S改編的漫畫連載，由電通、OLM、東京電視台製作成CGI動畫系列，和多美發行的玩具。

## 概述
茶普（Chup）是一個具有強烈正義感的流浪英雄，村子被比尼伽·坎摧毀的他，決心和他的冒險夥伴：沛沛隆、美乃妮跟哥布叔一起踏上了復仇之旅。

## 媒體

### 動畫
Level-5在 2015年4月7日“Level-5 Vision 2015 -The Beginning”中展示用CGI（電腦成像）技術製作的動畫試播，展示了劇情提要和主角。該公司隨後在第二天也在 YouTube 上播放了試播動畫的英文版本。
動畫系列後來於 2017年4月13日 至 2018年4月19日 在日本東京電視台及其附屬頻道首播。Level-5總裁兼首席執行長 日野晃博 擔任首席導演並負責該系列創作，森健擔任導演，而 近藤嶺 則擔任音樂創作。電通、OLM和東京電視台作為製作人，而 OLM Digital 則提供動畫製作。
而台灣則由2019年6月17日在卡通頻道播出。香港則由2022年5月3日在ViuTV播出。

#### 台灣版配音名單
| 配音   | 角色   |
| ------ | ------ |
| 張乃文 | 茶普   |
| 林沛笭 | 美乃妮 |
| 陳彥鈞 | 沛沛隆 |
| 符爽   | 哥布叔 |
| 陳瀅妃 | 龍龍子 |

#### 香港版配音名單
| 配音   | 角色   |
| ------ | ------ |
| 蘇潁淇 | 茶普   |
| 梁倩蘅 | 美柔妮 |
| 利耀堂 | 沛沛隆 |
| 黎家希 | 哥布叔 |
| 林秀雯 | 豬豬子 |

## 外部連結
- The Snack World官方網站 （页面存档备份，存于） （日語）
- 多美玩具的相關產品 （页面存档备份，存于） （日語）